# Coalission
Cet article possède des paronymes, voir Coalision et Coalition.
 (juillet 2018).
Coalission est un groupe argentin de heavy metal. Il est formé en 2007 par Nicolás Ángel Racco, Hernán Berini, et Leo Fernández, et joue un death-black-thrash. Malgré sa courte existence, il est l'un de ceux qui ont le plus joué avec des groupes internationaux de renom,,,,,.

## Biographie

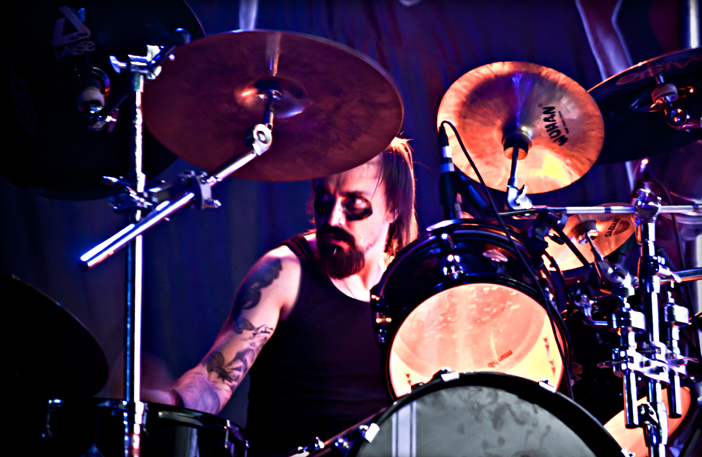
Hernán Berini à la batterie.

Le groupe compte plusieurs démos et reprises, mais le point culminant est Alienado, album publié en 2009. Il est enregistré au studio Del Arco (León Gieco) en format CD et versionné en anglais et en espagnol. Les démos comprennent chacune six morceaux dans lesquels des reprises de Pantera, Megadeth, Rammstein, et une reprise de Vientos de poder de Hermética.
Sans compter les tournées à l'échelle nationale, tout au long de sa carrière, le groupe joue avec des groupes internationaux tels que Motörhead, Anthrax, Fear Factory, Brujeria, Exodus,  Death Ángel, Krisium, Divine Heresy, Arch Enemy, Yngwie Malmsteen, Lamb of God, Hatebreed, Lacuna Coil, Amorphis, et DevilDriver.
Ils sont invités à jouer au festival Cosquín Rock en 2008, 2011, 2012 et 2013,,,.
Musicalement, ils mêlent death, black et thrash, un son très particulier caractérisé par des guitares à huit cordes.
Alienado est officiellement présenté à la capitale fédérale (Teatro de Flores, Teatro de Colegiales, Roxy Live, entre autres). Coalission participe aux concerts du festival Metal for All en 2008, 2009, 2010, 2011, 2012, 2013 et 2014 avec les meilleurs groupes de metal. En mars 2013, ils sortent un DVD live, Alienado, édité par UMI Argentina (Unión de músicos independientes). Le 12 mai 2013, ils jouent avec Testament et Anthrax au Teatro de Flores,. En mars 2014, ils jouent au Cosquín Rock.

## Membres
- Nicolás Ángel Racco - chant, guitare
- Leonardo Fernández - guitare, chœurs
- Emiliano Chiusano - basse
- Hernán Berini - batterie

## Discographie
- 2008 : COALISSION 1/2008 (indépendant)[23],[24]
- 2008 : COALISSION 2/2008 (indépendant)[23],[24]
- 2009 : ALIENADO/2009[23],[24]